# Kutxerdàievka
Kutxerdàievka (en rus: Кучердаевка) és un poble del krai de Krasnoiarsk, a Rússia, que en el cens del 2010 tenia 301 habitants. Pertany al districte d'Ilanski.